# La Fabuleuse Aventure de Marco Polo
Pour plus de détails, voir Fiche technique et Distribution.
La Fabuleuse Aventure de Marco Polo est un film afghano-égypto-franco-italo-yougoslave coréalisé par Denys de La Patellière et Noël Howard, sorti en 1965.

## Synopsis
Au XIIIe siècle, le jeune Marco Polo, fils d'une famille de commerçants vénitiens, va à Pékin pour rencontrer l'empereur mongol Kubilai Khan qui a transmis un message d'entente au pape Grégoire X, représentant de l'Occident chrétien. Marco Polo assure la pérennité de l'empereur en déjouant les tentatives d'usurpation de son trône en devenant, en quelque sorte, son ambassadeur dans différents pays d'Asie.

## Fiche technique
- Titre original : La Fabuleuse Aventure de Marco Polo
- Réalisation :  Denys de La Patellière, Noël Howard
- Assistant-réalisation : Serge Vallin
- Scénario : Raoul Lévy, Jacques Rémy, Jean-Paul Rappeneau, d'après Le Livre de Marco Polo (1298)
- Dialogues : Raoul Lévy, Jacques Rémy, Denys de La Patellière, Jean-Paul Rappeneau
- Décors : Jacques Saulnier
- Costumes : Jacques Fonteray
- Photographie : Claude Renoir, Armand Thirard, Vladimir Ivanov
- Son : Pierre-Henry Goumy, Jacques Labussière
- Montage : Noëlle Balenci, Jacqueline Thiedot, Albert Jurgenson
- Musique : Georges Garvarentz
- Producteur : Raoul Lévy
- Sociétés de production : Italaf (Afghanistan), Mounir Rafla (Égypte), Société Nouvelle de Cinématographie (France), Ittac (France), Prodi Cinematografica (Italie), Avala Film (Yougoslavie)
- Sociétés de distribution : Constantin Film (Allemagne), MGM (États-Unis), Ciné Guidi Monopole (France), Mondial Distribution (France), Impéria Distribution (France), Films Loye (France), Société générale de distribution (France), Georges Dentener (France)
- Pays d'origine :  Afghanistan,  Égypte,  France,  Italie,  Yougoslavie
- Langues originales : français, italien
- Format : 35 mm — couleur par Eastmancolor — 2.35:1 Franscope — son monophonique
- Genre : film d'aventure, film biographique, film historique
- Durée : 112 minutes
- Date de sortie : France, 6 août 1965
- (fr) Classification et visa CNC : tous publics, visa d'exploitation no 28353 délivré le 25 juin 1965
- Affiche : Jacques Vaissier (France)

## Distribution
- Horst Buchholz (VF : Jacques Toja) : Marco Polo
- Anthony Quinn (VF : Jean Davy) : Kubilai Khan, empereur mongol
- Robert Hossein (VF : Lui-même) : le prince Nayam, chef des rebelles mongols
- Orson Welles (VF : Yves Brainville) : Akerman, précepteur de Marco Polo
- Elsa Martinelli : la fille au fouet
- Grégoire Aslan (VF : Henry Djanik) : Achmed Abdullah
- Massimo Girotti (VF : Michel Gudin) : Niccolò Polo, le père de Marco
- Folco Lulli (VF : Fernand Rauzena) : Spinello, un marchand vénitien
- Bruno Cremer (VF : Lui-même) : Guillaume de Tripoli, un templier
- Jacques Monod (VF : Lui-même) : Nicolo de Vicenza, un templier
- Omar Sharif (VF : Jean-Louis Jemma) : l'émir Alaou
- Akim Tamiroff : le vieil homme de la montagne
- Guido Alberti (VF : Paul-Émile Deiber) : le pape Grégoire X
- Mica Orlovic (VF : Dominique Tirmont) : Matteo Polo, l'oncle de Marco
- Myriam Michelson : une princesse chinoise
- Lynne Sue Moon : la princesse Gogatine (créditée comme Lee Sue Moon)
- Michel Bouquet : le narrateur (voix)

## Production
- Le projet s'est concrétisé en 1962 avec Christian-Jaque à la réalisation, Alain Delon dans le rôle de Marco Polo et Jean Marais dans le rôle du père. Le tournage a été interrompu à cause d'une production financière inadéquate. Une nouvelle production a repris le tournage en 1963, avec Denys de La Patellière comme réalisateur tandis que le rôle de Marco Polo était confié à Horst Buchholz, rival allemand, à l'époque, d'Alain Delon.

Dorothy Dandridge et Alain Delon lors du premier tournage à Belgrade en 1962
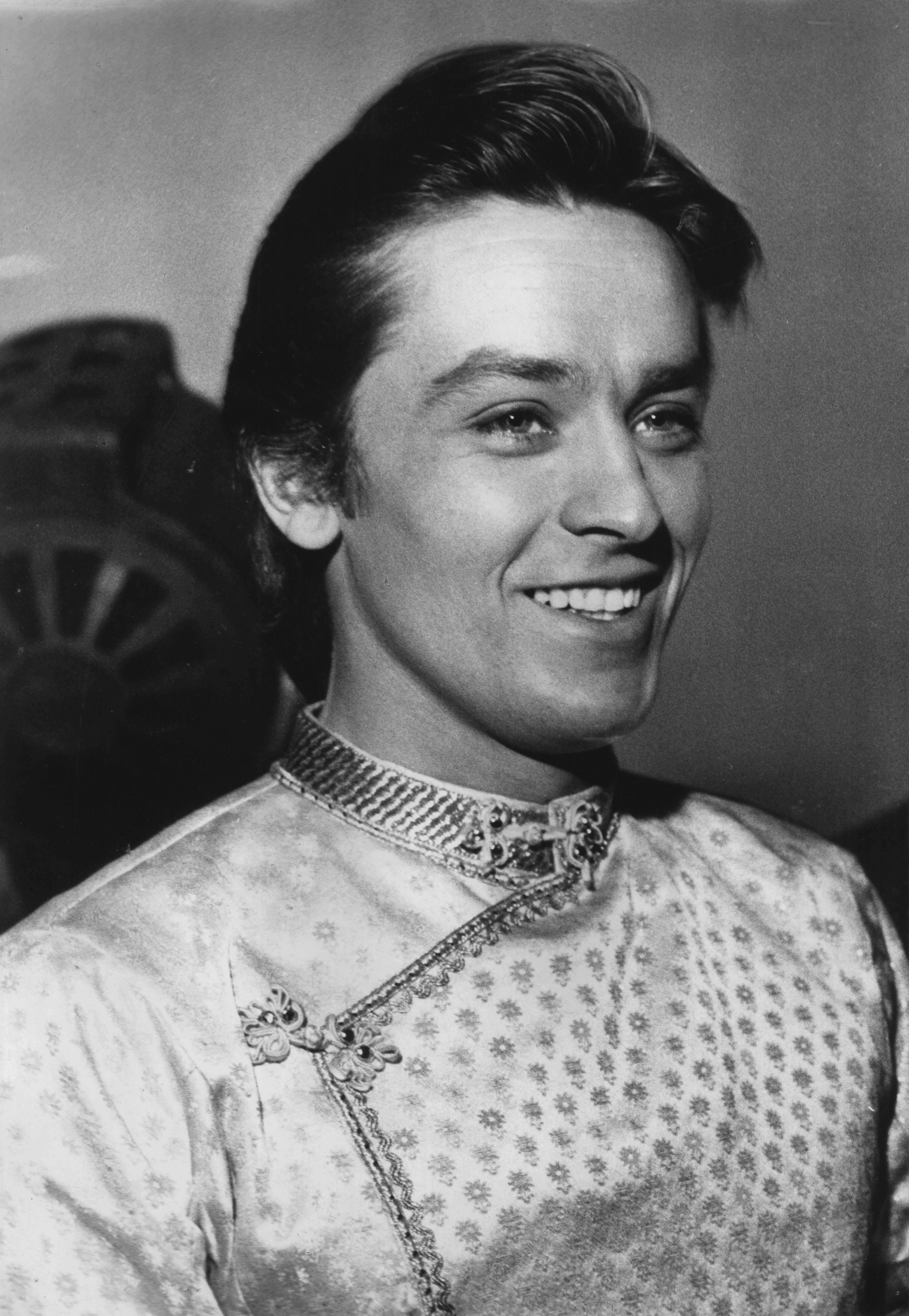
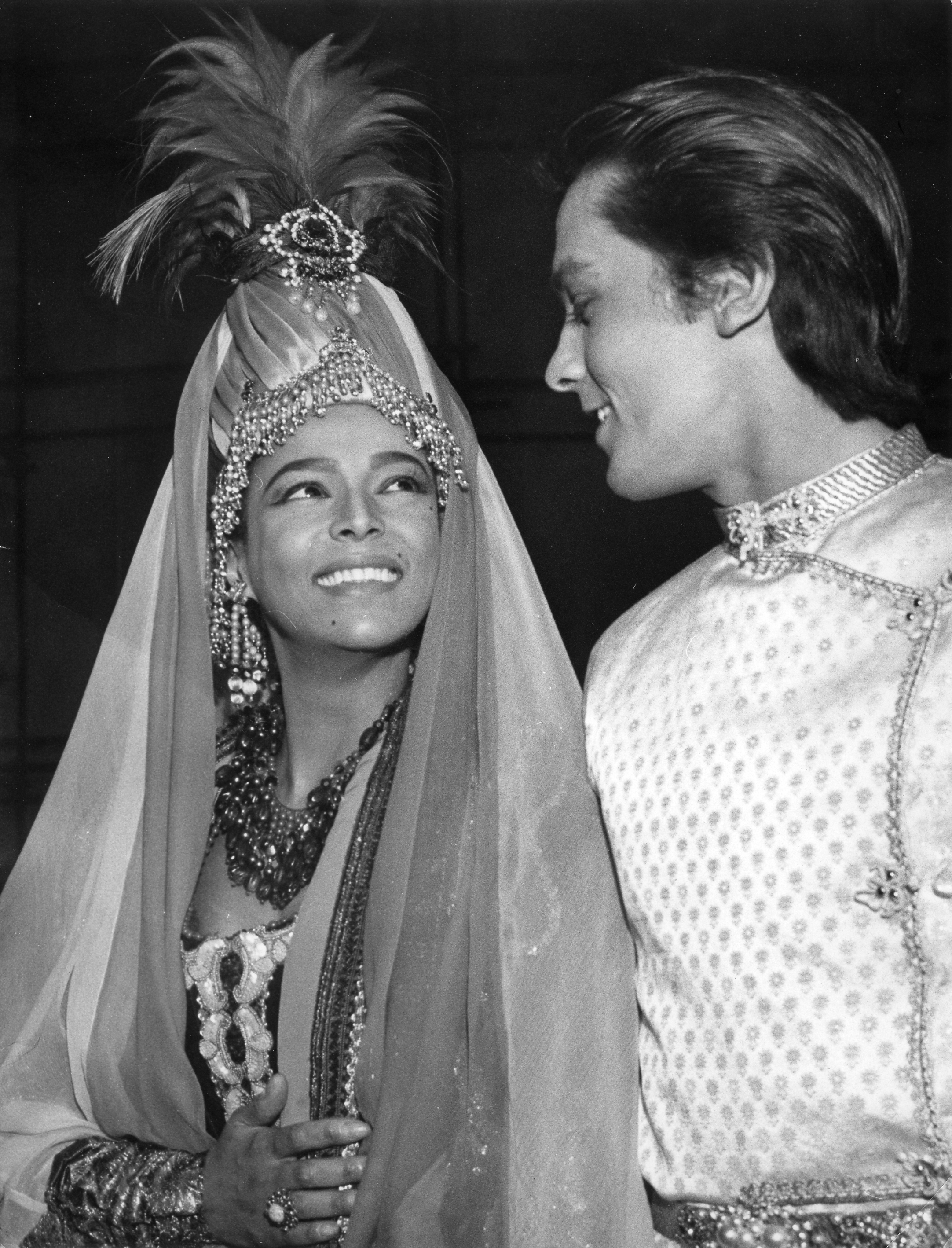
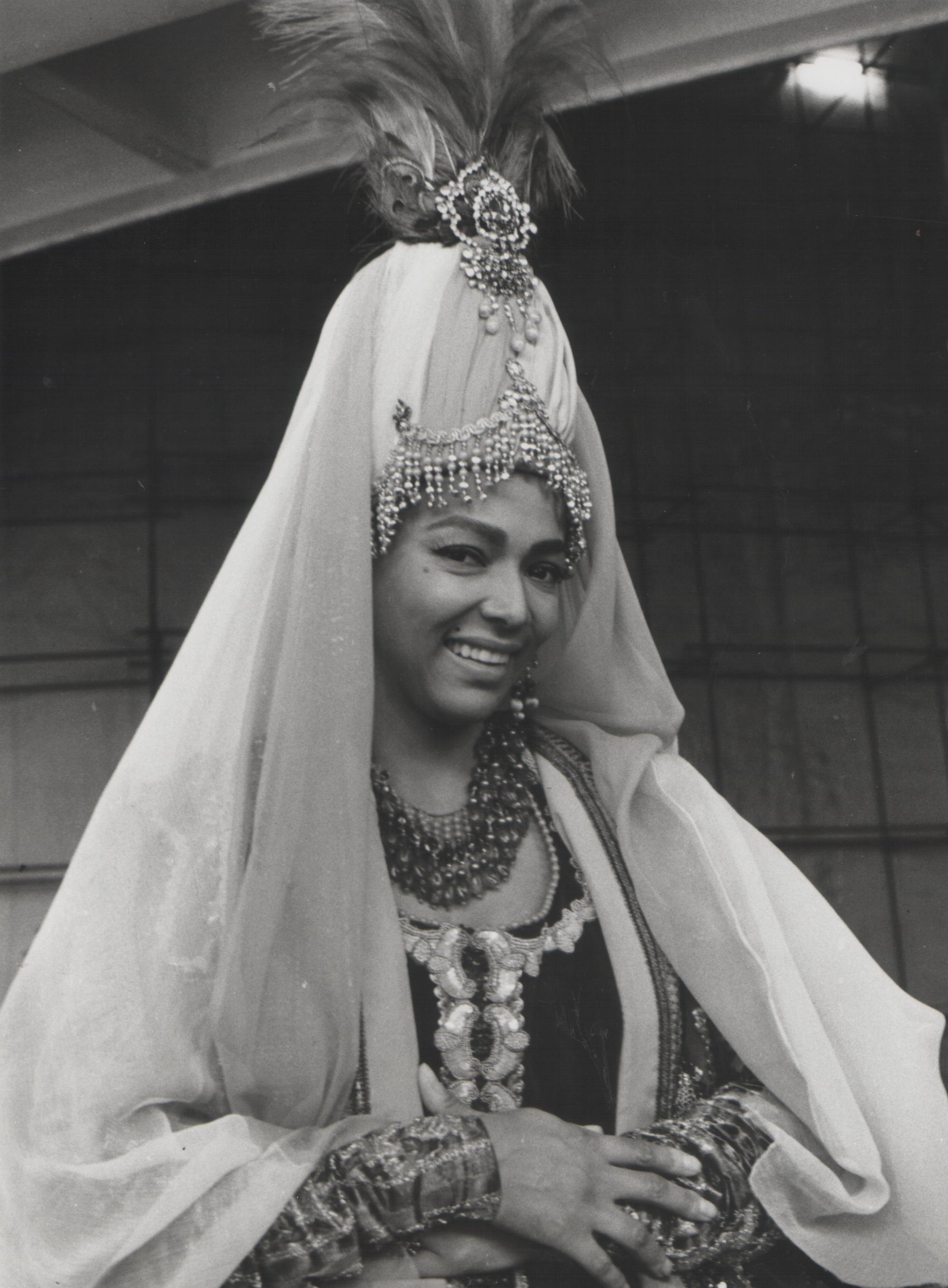
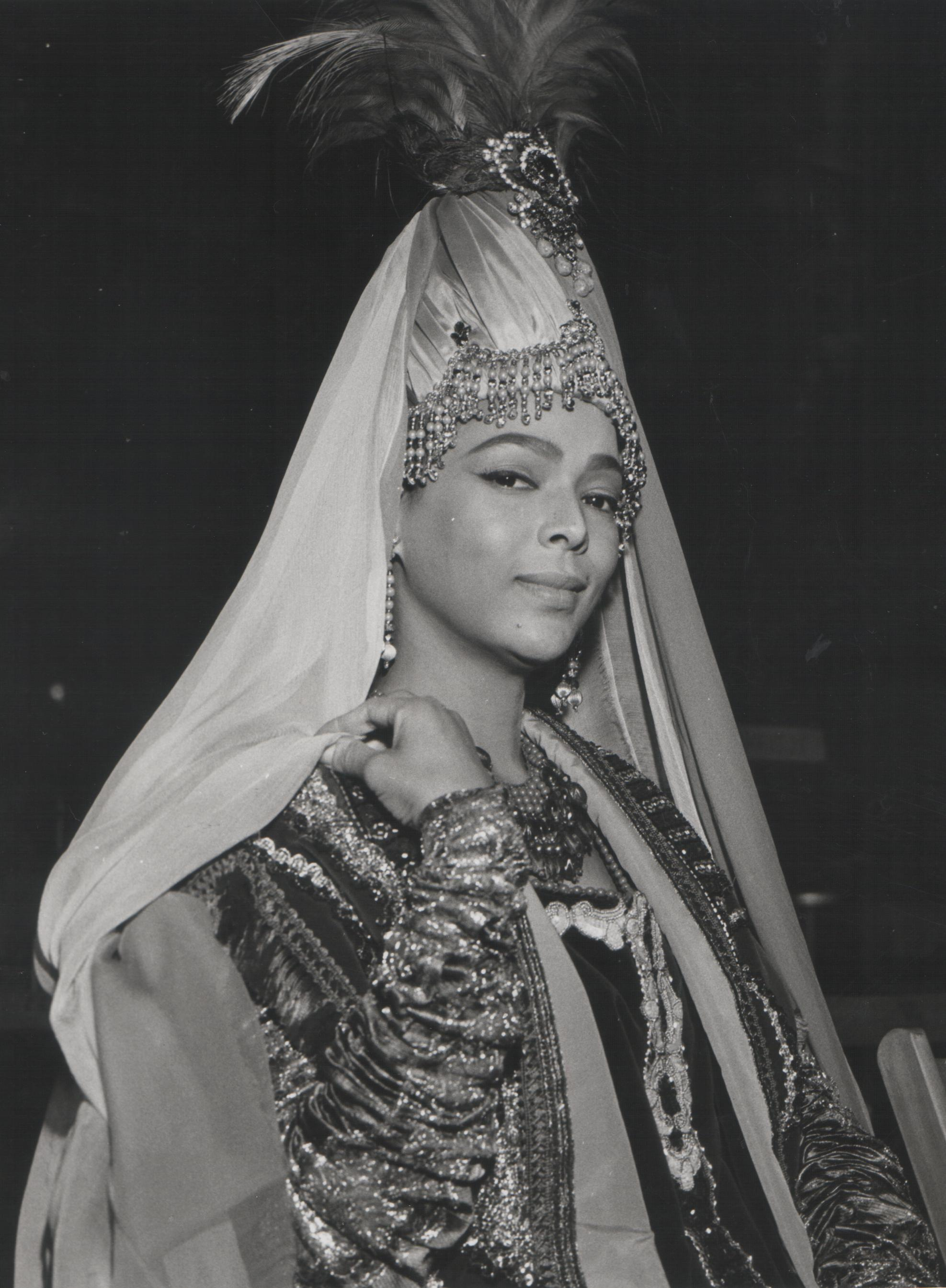

## Autour du film
- Adaptations précédentes :
  - Les Aventures de Marco Polo (The Adventures of Marco Polo) d'Archie Mayo avec Gary Cooper en Marco Polo (1938).
  - Marco Polo d'Hugo Fregonese et Piero Pierotti avec Rory Calhoun en Marco Polo (1962).